# Plegapteryx peregrinus
Plegapteryx peregrinus är en fjärilsart som beskrevs av Robert H. Carcasson 1962. Plegapteryx peregrinus ingår i släktet Plegapteryx och familjen mätare. Inga underarter finns listade i Catalogue of Life.